# Hopea reticulata
La Hopea reticulata es una especie de planta de la familia Dipterocarpaceae. Es un pequeño árbol del bosque monzónico.

## Distribución
Es endémica de China. Sólo recientemente descubierto en el condado de Yaxian de la provincia de Hainan. La especie presenta una serie de características primitivas que son de interés filogenético.
El grado de perturbación del hábitat sugiere que la mayoría de los árboles son de crecimiento secundario. La especie tiene una buena capacidad de regeneración en su hábitat natural.

## Taxonomía
Hopea reticulata fue descrito por Marie Laure Tardieu y publicado en Notulae Systematicae. Herbier du Museum de Paris 10: 123. 1942.
Etimología
Hopea: nombre genérico que fue nombrado en honor de John Hope, 1725-1786, primer administrador de la  Real Jardín Botánico de Edimburgo . 
reticulata: epíteto latíno que significa "reticulada".
Sinonimia
- Hopea exalata W.T.Lin, Y.Y.Yang & Q.S.Hsue
- Hopea reticulata subsp. exalata (W.T. Lin, Y.Y. Yang & Q.S. Hsue) Y.K. Yang & J.K. Wu